# Слюнчени жлези
Слюнчените жлези (на латински: glandulae salivariae oris), представляват образувания на устния епител. Те се различават по големина, разположение и вид на секрета. Тяхната функция е свързана с производството и секрецията на слюнка.

## Структура
Състоят се от жлезиста секреторна тъкан (паренхим) и съединителна тъкан (строма)
Тялото на жлезата е обхванато от съединителнотъканна капсула, изпращаща във вътрешността преградки, които я подразделят на няколко главни дяла наречени лобове. Те от своя страна се подразделят на по-малките делчета (лобули).
Всеки лоб съдържа многобройни секреторни единици, подредени в гроздоподобни структури (ацини). Тези малки единици са разположени така, че в центъра се образува лумен, в който се събира и отвежда слюнката.
Секреторните ацини могат да бъдат серозни, муцинозни и смесени, в зависимост от вида клетки, които ги изграждат – сероцити, мукоцити.
- Сероцитите продуцират рядка, водниста течност.
- Мукоцитите продуцират по-вискозна течност.

Около ацините се разполагат контрактилни клетки, представляващи миоепителни клетки.
Лумените на ацините се обединяват и формират интеркаларен канал, покрит с кубоидални епителни клетки. Тези канали преминават в стрииран канал. Интеркаларните и стриираните канали са интралобуларни. Стриираните канали формират събирателен канал. Събирателните канали са интерлобуларни. В съединителнотъканни прегради се разполагат съдове и нерви, изхранващи и инервиращи паренхима.
Освен фибробласти и колаген, съединителната тъкан съдържа още и мастни клетки. С възрастта се наблюдава намаляване на обема на секреторните клетки и увеличаване на съединителнитъканните компоненти, особено увеличаване броя на мастните клетки.

## Класификация на слюнчените жлези
В зависимост от размера слюнчените жлези биват:
- Големи
  - Oколоушна (паротидна) жлеза (на английски: Parotid gland)
  - Долночелюстна (субмандибуларна) жлеза (на английски: Submandibular gland)
  - Подезична (сублингвална) жлеза (на английски: Sublingual gland)
- Малки слюнчени жлези. В зависимост от разположението си те се наричат лабиални, букални, небцови, лингвални.
  - Орбитална жлеза (на латински: glandula orbitalis) е неголяма чифтна жлеза характерна само за кучето и заека[1].

В зависимост от вида на секрецията биват:
- Мукозни
- Серозни
- Смесени

## Кръвоснабдяване и инервация

### Кръвоснабдяване
- Паротидната жлеза се кръвоснабдява от arteria facialis и arteria carotis externa,
- Субмандибуларната се кръвоснабдява от arteria facialis и arteria lingualis,
- Сублингвалната се кръвоснабдява от arteria sublingualis и arteria submentalis.

Венозната кръв от трите жлези се събира от vena jugularis externa.

### Инервация
Инервацията се осъществява от симпатикуса и парасимпатикуса.
Нервите следват последователно кръвоносния съд, ацината, междинния и стриирания канал. Симпатиковият контрол се извършва, чрез постганглиотични клончета от горния цервикален ганглий. Парасимпатиковата инервация на паротидната жлеза включва nervus glossopharyngeus от долното слюнчено ядро до nervus tympanicus, от nervus tympanicus към ganglion oticus, от ganglion oticus по nervus auriculotemporalis до жлезата. Парасимпатиковият път за субмандибуларната и сублингвалната жлези е чрез клончетата на n.horda tympani на седмия нерв от горното слюнчено ядро към субмандибуларния ганглион и по постганглиотичните клончета от лингвалния нерв до съответната жлеза